# Catherine Haussard
Catherine Haussard, née en 1746 à Paris et morte en 1791, est une graveuse française.

## Biographie
Catherine Haussard est la fille aînée du graveur Jean Baptiste Haussard. Elle participe avec sa sœur cadette Elisabeth, à l'illustration d'ouvrages scientifiques et techniques. Elle travaille à Paris au cours du troisième quart du XViiie siècle.

## Iconographie partielle

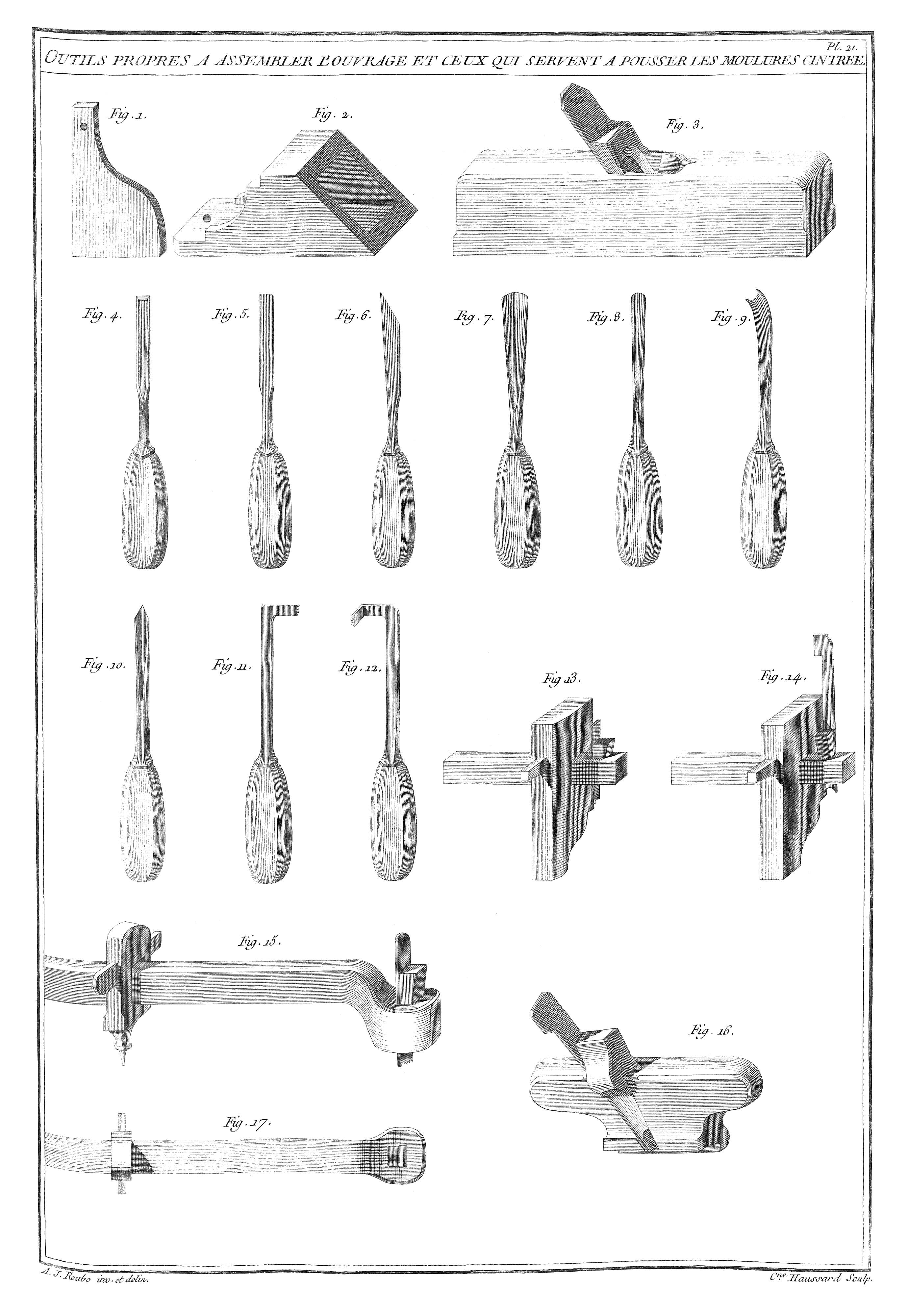
L'Art du Menuisier - A.-J. Roubo
Planche 21 - Outils propres a assembler l’ouvrage et ceux qui servent a pousser les moulures cintrée.

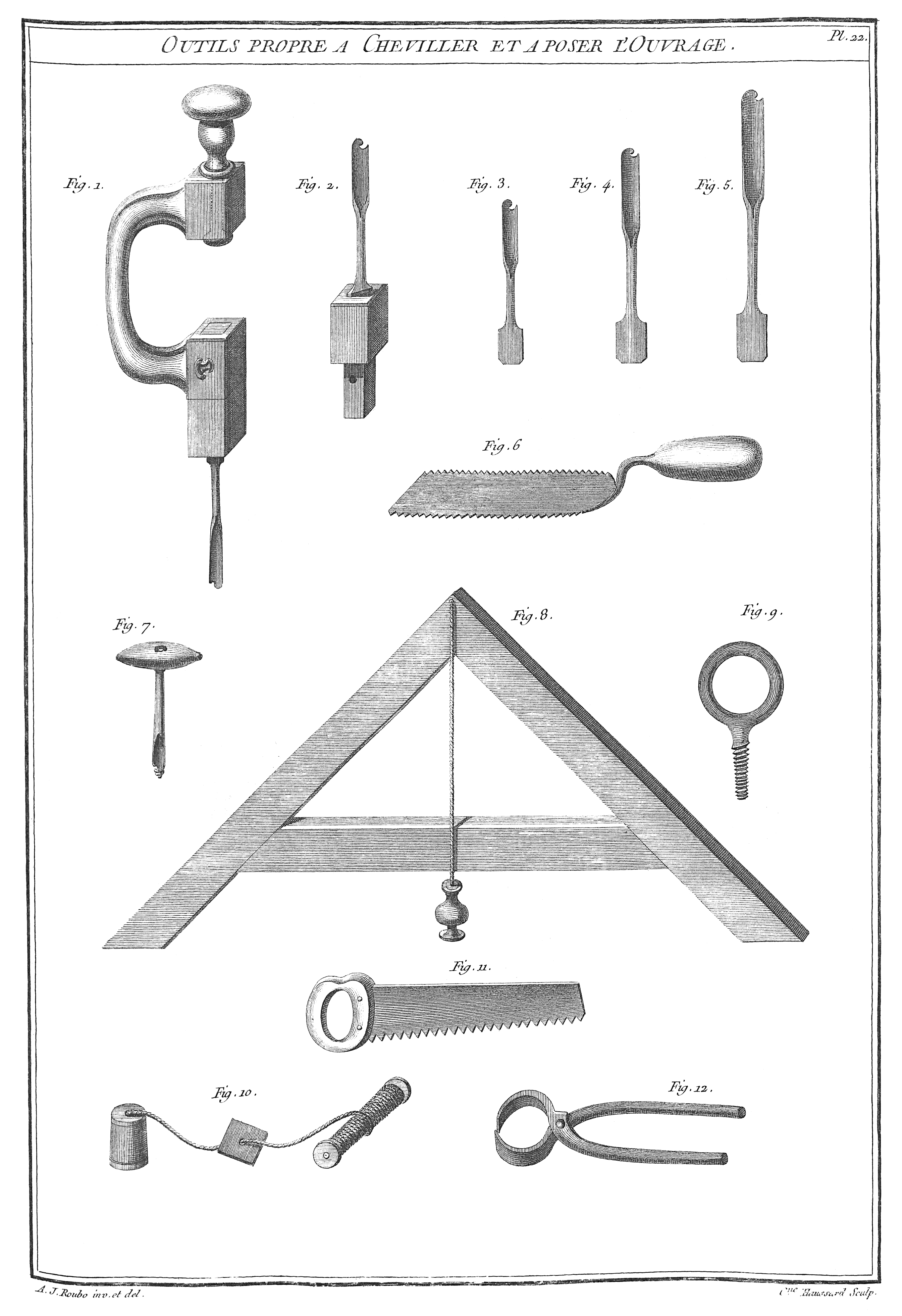
L'Art du Menuisier - A.-J. Roubo
Planche 22 - Outils propre a Cheviller et a poser l’Ouvrage.

- Henri Louis Duhamel du Monceau, Description des arts et métiers : L'Art du Serrurier, Paris, Chez Saillant & Nyon, 1767, 302 p., avec 42 planches dont sept gravées par Catherine Haussard (lire en ligne).
- Jean Antoine Nollet, Description des arts et métiers : L' art de faire les Chapeaux, Paris, Chez Saillant & Nyon, 1765, 94 p., avec six planches dont deux gravées par Catherine Haussard (lire en ligne).
- André-Jacob Roubo, Description des Arts et Métiers : L'Art du Menuisier, Paris, Chez Saillant & Nyon, 1769-1775, 1312 p. (lire en ligne) avec 382 planches dont les planches 21 et 22 gravées par Catherine Haussard.
- Jean-Jacques Perret, Description des arts et métiers : L'Art du Coutelier, Paris, Chez Saillant & Nyon, 1761, 239 p., avec 72 planches dont dix gravées par Catherine Haussard (lire en ligne).
- Planche pour : Duhamel du Monceau. L’Art du potier de terre, S.l., 1773, 1773.
- Planche pour : Duhamel du Monceau. L’Art de faire différentes sortes de colles, S.l., 1771, 1771.
- Dix planches pour : Perret (Jean-Jacqques). L’Art du coutelier, S.l., 1771-1772, 1771.
- Le Hibou ou Moyen Duc, 1770.
- Le Plongeon, 1770.
- Le Pigeon grossegorge, 1770.
- Planches pour : Buffon. Histoire naturelle des oiseaux, Paris, Impr. royale, 1770-1785, 1770.
- Le Pigeon grosse-gorge enflée, 1770.
- Le Manucode, 1770.
- La Cresserelle, 1770.
- Le goëland varié ou le grisard, 1770.
- Le Petit tétras, 1770.
- Le Paroare, 1770.
- Deux planches pour : Roubo. L’Art du menuisier, S.l., 1769-1770, 1769.
- Soixante-trois planches pour : Duhamel du Monceau. Traité général des pesches, S.l., 1769-1782, 1769.
- Sept planches pour : Duhamel du Monceau. L’Art du serrurier, S.l., 1767, 1767.
- Deux planches pour : Jean-Antoine Nollet. L’Art de faire les chapeaux..., S.l., 1765, 1765.
- Pecari, 1762.
- Le Rhinocéros, 1762.
- Cornes d’un buffle du Cap de Bonne-Espérance, 1762.
- Planches pour : Buffon. Histoire naturelle… éd. in-12, tome xvi-xxix, Paris, Impr. royale, 1762-1768, 1762.
- Le Jaguar, 1762.
- La Taupe, 1762.
- Estomac de dromadaire, 1762.
- Cornes de bubale, 1762.
- Le Caracal, 1762.
- Queue du castor, 1762.
- Le Zébu, 1762.
- La Corine, 1762.
- Le Petit-gris, 1762.
- Squelette de l’hyène, 1762.
- Squelette du pecari, 1762.
- Le Paca, 1762.
- Patas à bandeau noir, 1762.
- Planches pour : Description des arts et métiers… par l’Académie royale des Sciences, Paris, 1761 et ss., 1761.
- Espèce de Loup appelé Quick Hatch ou Wolverene, 1759.
- Planche pour : Prévost (Abbé). Histoire générale des voyages… Tome XV, Paris, Didot, 1759, 1759.
- Planches pour : Robert et Robert de Vaugondy. Atlas universel, Paris, les Auteurs, 1757.
- Porc-Epic.
- Coupes de machine
- Crâne humain'